# New Tang Dynasty Television

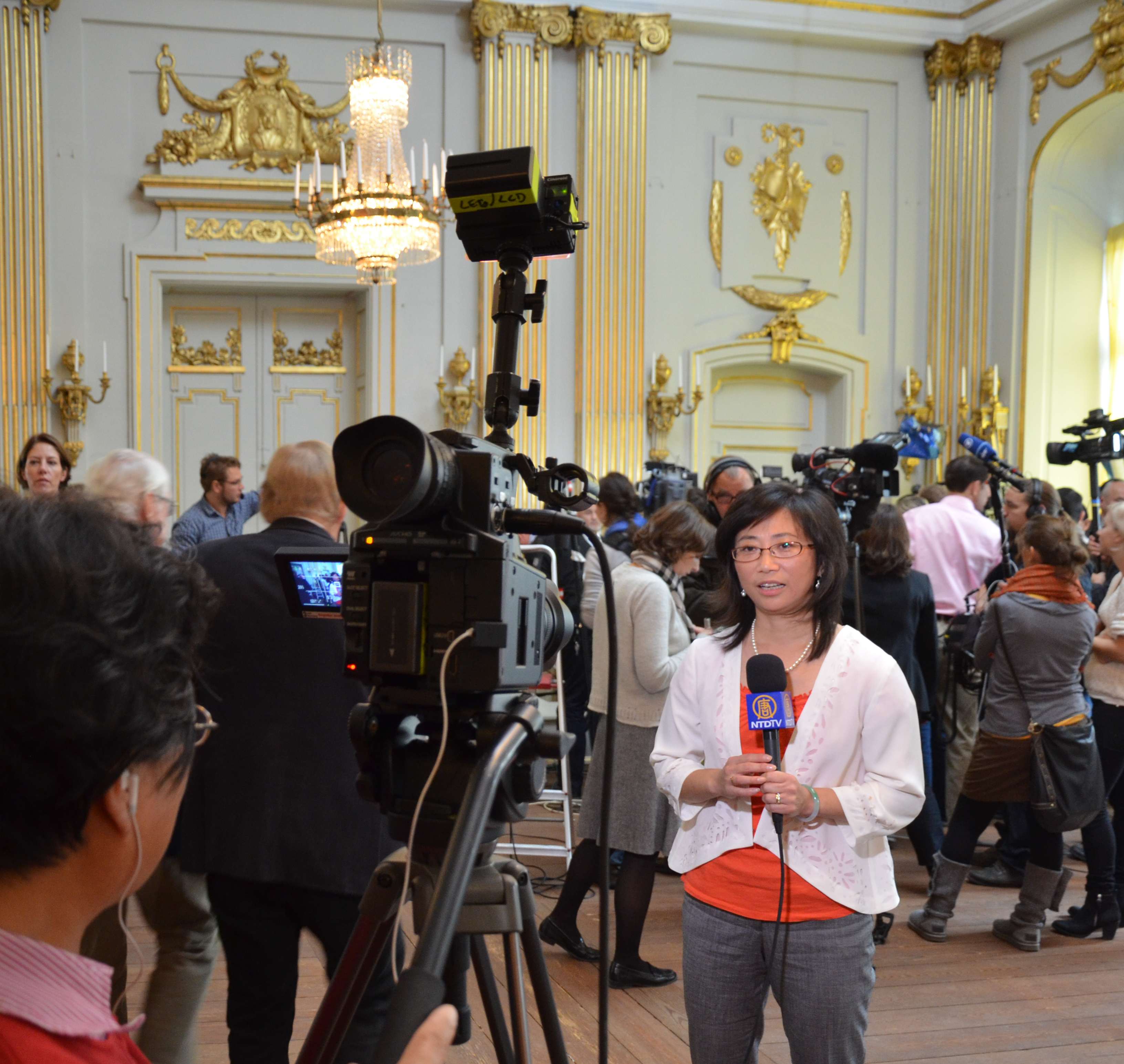
Sändning från NTDTV från stora Börssalen i Stockholm vid tillkännagivandet av Mo Yan som nobelpristagare i litteratur 11 oktober 2012.

New Tang Dynasty Television (NTDTV eller NTD) är ett tevebolag i New York i USA.
New Tang Dynasty Television grundades 2001 som en tevestation för satellitsändningar på kinesiska språk av en grupp anhängare av Falungong och som en konkurrent till den statligt dominerande kinesiska mediaverksamheten. Stationen har fokus på traditionell kinesisk kultur och frågor om mänskliga rättigheter i Kina.
NTDTV började sända över satellit i Nordamerika i februari 2002 och vidgade sin tittarkrets till Kina i april 2004. Den täcker idag också Europa över Eutelsat 9A, Asien och Australien med sändningar på andra språk såsom engelska, spanska, japanska och franska.
I juni 2020 började man även sända nyheter regelbundet på svenska via NTD Sverige.